# Rue des Boutiques obscures
Cet article concerne le livre de Patrick Modiano. Pour la rue de Rome, voir Via delle Botteghe Oscure.
Rue des Boutiques obscures est le sixième roman de Patrick Modiano paru le 5 septembre 1978 aux éditions Gallimard. Il a été récompensé la même année par le prix Goncourt.

## Historique du roman
Rue des Boutiques obscures vient de paraître à la rentrée littéraire 1978, lorsque son auteur est invité par François Mitterrand et Bernard Pivot pour une conversation autour de la littérature lors d'une émission spéciale d'Apostrophes le 15 septembre 1978 — réunissant également Emmanuel Le Roy Ladurie, Michel Tournier, Paul Guimard — où l'homme politique parle de ses goûts littéraires et donne son sentiment sur le dernier roman de Patrick Modiano dont il tient l'œuvre, à cette date, pour « importante dans la littérature française ».
Le roman reçoit le 20 novembre 1978 le prix Goncourt au troisième tour de scrutin avec six voix contre trois pour Diane Lanster de Jean-Didier Wolfromm et une pour La Vie mode d'emploi de Georges Perec,. De façon exceptionnelle, le jury précise que le prix est remis à Modiano également « pour l'ensemble de son œuvre » qui fut les années précédentes presque systématiquement retenue dans les dernières sélections de l'académie Goncourt.

## Résumé
Guy Roland est un détective qui après la retraite de son patron, Hutte, décide de partir en 1965 à la recherche de sa propre identité qu'il a perdue après un accident mystérieux qui l'a laissé amnésique depuis plus de 15 ans. Remontant les pistes ténues de son passé qui semble s'arrêter pendant la Seconde Guerre mondiale, il apprend qu'il se nomme Jimmy Pedro Stern, un grec-juif de Salonique vivant à Paris sous un nom d'emprunt, Pedro McEvoy, et travaillant pour la légation de la République dominicaine. Ce Pedro McEvoy était entouré d'amis, Denise Coudreuse un mannequin français qui partage sa vie, Freddie Howard de Luz un Anglais de l'île Maurice, Gay Orlow une danseuse américaine d'origine russe, André Wildmer un ancien jockey anglais, qui tous ensemble décidèrent en 1940 de se rendre à Megève afin de fuir un Paris devenu de plus en plus oppressant sous l'Occupation allemande. Denise et Pedro avaient décidé de partir au Portugal via la Suisse en payant des passeurs (Oleg de Wrédé, un Russe et Robert Besson, un moniteur de ski) lesquels les abandonnèrent dans la montagne, les laissant seuls, chacun de leur côté, perdus dans la neige.
Guy Roland décide de retrouver Freddie qui est allé vivre en Polynésie après la guerre. Au moment où il arrive à Bora Bora, il apprend que celui-ci a disparu dans un naufrage quelques jours plus tôt. Il ne reste plus à Guy-Pedro Stern qu'une dernière piste pour renouer les fils de son passé : une adresse qu'il aurait occupée à Rome, dans les années 1930, au 2, rue des Boutiques obscures (Via delle Botteghe Oscure).

## Quelques personnages
- Guy Roland : le narrateur et protagoniste principal, détective privé
- Constatin von Hutte dit Hutte : patron de l'agence de détectives privés où travaille Guy Roland
- Sonachitzé (Paul): employé de bar et restaurant, point de départ de l'enquête de Guy Roland
- Heurteur (Jean): restaurateur
- Stioppa de Djagoriew: membre de l'immigration russe en France, membre d'un groupe d'amis de Pedro Stern
- Galina Orlow dite Gay Orlow : née à Moscou elle est apatride, elle est l'épouse de Waldo Blunt, puis fiancée de Freddie Howard de Luz
- Giorgiadzé : grand-père de Gay Orlow
- Bernardy (Jean-Pierre) : ancien employé d'un service de renseignement
- Freddie Howard de Luz : fils d'une riche famille de l'Île-Maurice, meilleur ami de Pedro Stern, fiancé de Gay Orlow
- Waldo Blunt : pianiste, ancien mari de Gay Orlow
- Pedro McEvoy : nom d'emprunt du protagoniste principal pendant la guerre
- Jimmy Pedro Stern : nom de naissance du protagoniste principal, alias de Guy Roland
- Hélène Pilgram : ancienne amie de Denise
- Denise Coudreuse : fiancée du narrateur, elle l'aurait épousé en 1939 à Paris
- Jean-Michel Mansoure: photographe
- Alexandre Scouffi : homme de lettres égyptien
- André "Dédé" Wilmer: ancien jockey
- Les faux "passeurs"
  - Bob Besson : moniteur de ski
  - Oleg de Wrédé : "gigolo" russe
- Rubirosa : diplomate
- Kyril Orlow et Irène Giorgiadzé : parents Gay Orlow

## Éditions
- Coll. « Blanche », éditions Gallimard, 1978  (ISBN 2070283836)
- Coll. « Folio » no 1358, éditions Gallimard, 1982  (ISBN 2070373584)
- Coll. « Quarto », éditions Gallimard, 2013  (ISBN 9782070139569)